# HD 29459
HD 29459，又名BD+24 674，SAO 76689、HR 1477，是一颗恒星，视星等为6.22，位于銀經174.41，銀緯-14.15，其B1900.0坐标为赤經4h 33m 17.1s，赤緯+25° -14.15′ 11″。